# Le Banquet (pièce de théâtre)
Pour les articles homonymes, voir Le Banquet.
Le Banquet est une pièce de théâtre de Mathilda May créée en 2018 au théâtre du Rond-Point.

## Argument
Le Banquet est une pièce burlesque reconstituant une réception de mariage. Les personnages s'expriment dans une langue imaginaire majoritairement composée d'onomatopées.

## Distribution
- Sébastien Almar
- Roxane Bret
- Bernie Collins
- Jérémie Covillault
- Lee Delong
- Stéphanie Djoudi-Guiraudon
- Arnaud Maillard
- Françoise Miquelis
- Ariane Mourier
- Tristan Robin

## Distinctions
- Molières 2019[1] :
  - Molière du metteur en scène d'un spectacle de théâtre public pour Mathilda May
  - Molière de la révélation féminine pour Ariane Mourier
  - Nomination au Molière du théâtre public